# Gojocefal
Gojocefal, dwunożny, roślinożerny dinozaur z Mongolii żyjący w późnej kredzie około 85-70 milionów lat temu.

## Nazwa
Znaczenie jego nazwy - ozdobiona głowa

## Opis
Gojocefal był dinozaurem mającym płaską czaszkę (formy amerykańskie miały kopulaste głowy, a azjatyckie częściej płaskie). Charakterystyczną cechą gojocefala było posiadanie kłów w górnej i dolnej szczęce.

## Odkrycie
Goyocephale lattimorei został opisany w 1982 roku przez polskich paleontologów Perlego, Maryańską i Osmólską. Odnaleziono m.in. niekompletną czaszkę i żuchwę.